# Jan Joest van Kalkar
Pour les articles homonymes, voir Joest et Kalkar.
Jan Joest  de Kalkar,  Jan Joest van Kalkar ou encore Jan Joest van Calcar, aussi Joest Van Haarlem, né entre 1450 et 1460 et mort vers 1519 est un peintre néerlandais de sujets religieux, originaire de Kalkar ou Wesel - maintenant toutes deux en Allemagne. Il est connu notamment pour les panneaux du maître-autel de l'église Saint-Nicolas de Kalkar,,,.

## Biographie
Jan Joest est le neveu du peintre Derick Baegert de Wesel, fils de la sœur Katharina de Derick. Il fait son apprentissage et travaille ensuite dans l'atelier de son oncle. La plus grande œuvre de Jan Joest est le maître-autel de l'église Saint-Nicolas de Kalkar crée vers 1505-1508. Des documents trouvés sur place par Canon Wolff, il déduit que Joest travaille en 1518 à Cologne pour une famille Hackeney, puis qu'il quitte la région du Bas-Rhin pour l'Italie , plus précisément Gênes et Naples. Joest revient ensuite dans les Pays-Bas et s'installe à Haarlem, où il réalise un portrait de  Willibrord d'Utrecht pour l'église Saint-Bavon de Haarlem. Le traité d'Adriaan van der Willigen (1810-1876) sur les peintres de Haarlem paru en 1866 mentionne l'enterrement en 1519 d'un artiste nommé « Jan Joosten ».

## Œuvres
L'autel de Kalkar et son retable est le résultat d'un effort conjoint de plusieurs sculpteurs et peintres; la réalisation de l'œuvre, de plus de six mètres de haut et de quatre mètres de large de la "« Confrérie de Notre-Dame »", a pris plus de vingt ans. La commande des sculptures pour le calvaire central, la Cène et le lavage des pieds de la prédelle date de 1490-1492. La commande des tableaux peint est adressée en 1505 à un certain « Maître Matheus », non identifié à ce jour. L'analyse de ces tableaux témoigne d'une unité dans la conception et la supervision de l'œuvre. Il s'agit de Jan Joest qui a « accepté de peindre les panneaux » en 1505-1506. Participent à la réalisation le jeune  Barthel Bruyn et Joos van Cleve, guère plus âgé. L'ensemble donne l'impression d'une unité organisée par la main du maître déterminant dont le monde visuel est encore imprégnée de l'art du peintre gantois Hugo van der Goes. Les vingt tableaux peints par Joest et son atelier sont toujours visibles dans l'église de Kalkar. 
D'autres œuvres attribuées à Joest se trouvent à Wesel et Rees. Une Mort de la Vierge à Munich est aussi attribuée à Joest. C'est lui probablement qui figure sous le nom « Juan de Holanda » dans le Libro de acuerdos (livre des comptes) de la cathédrale de Palencia et sous le nom « Jehan de Hollande » dans les archives de la cour de Bruxelles. C'est là qu'il a peint le polyptyque de la cathédrale de Palencia, commandé par l’évêque Juan Rodríguez de Fonseca qui séjourne à Bruxelles en 1505 comme ambassadeur. Le panneau central montre une Vierge de douleurs avec Jean l'Évangéliste et le commanditaire. 
Joest a été comparé à Gérard David et Hans Memling, mais appartient plutôt à l'école de Jan van Scorel. Les œuvres de Joest se caractérisent par la clarté lumineuse de ses couleurs et la finesse du rendu des visages. L'art de Jan Joest est caractérisé par un haut degré d'appropriation de la réalité, reconnaissable dans l’ouverture de l'espace d'image avec une intégration réussie, pas toujours entièrement convaincante, des personnages dans le paysage et l'espace architectural et le rendu des observations de la nature. Une attention particulière est accordée par Joest aux phénomènes lumineux- il a ainsi créé l'une des premières représentations de nuit de son temps. Son style narratif - souligné par  expressions faciales psychiquement motivées des protagonistes et gestes expressifs des divers  individus - est vécu par le  spectateur avec une haute intensité. L'intensité de la coloration reflète également la haute qualité de son art. De plus, des portraits des donateurs sont inclus dans le programme narratif, et des bâtiments représentatifs de la ville de Kalkar forment la toile de fond contemporaine des événements historiques.
Deux des apprentis de Joest sont Barthel Bruyn le Vieux (son beau-frère) et Joos van Cleve,.

Sélection d'œuvres de Jan Joest van Kalkar
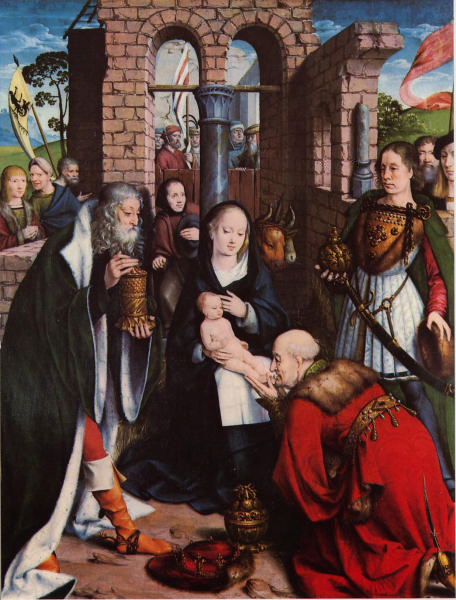
Adoration des mages, (vers 1505-1507), l'un des vingt panneaux du maître-autel de Kalkar.
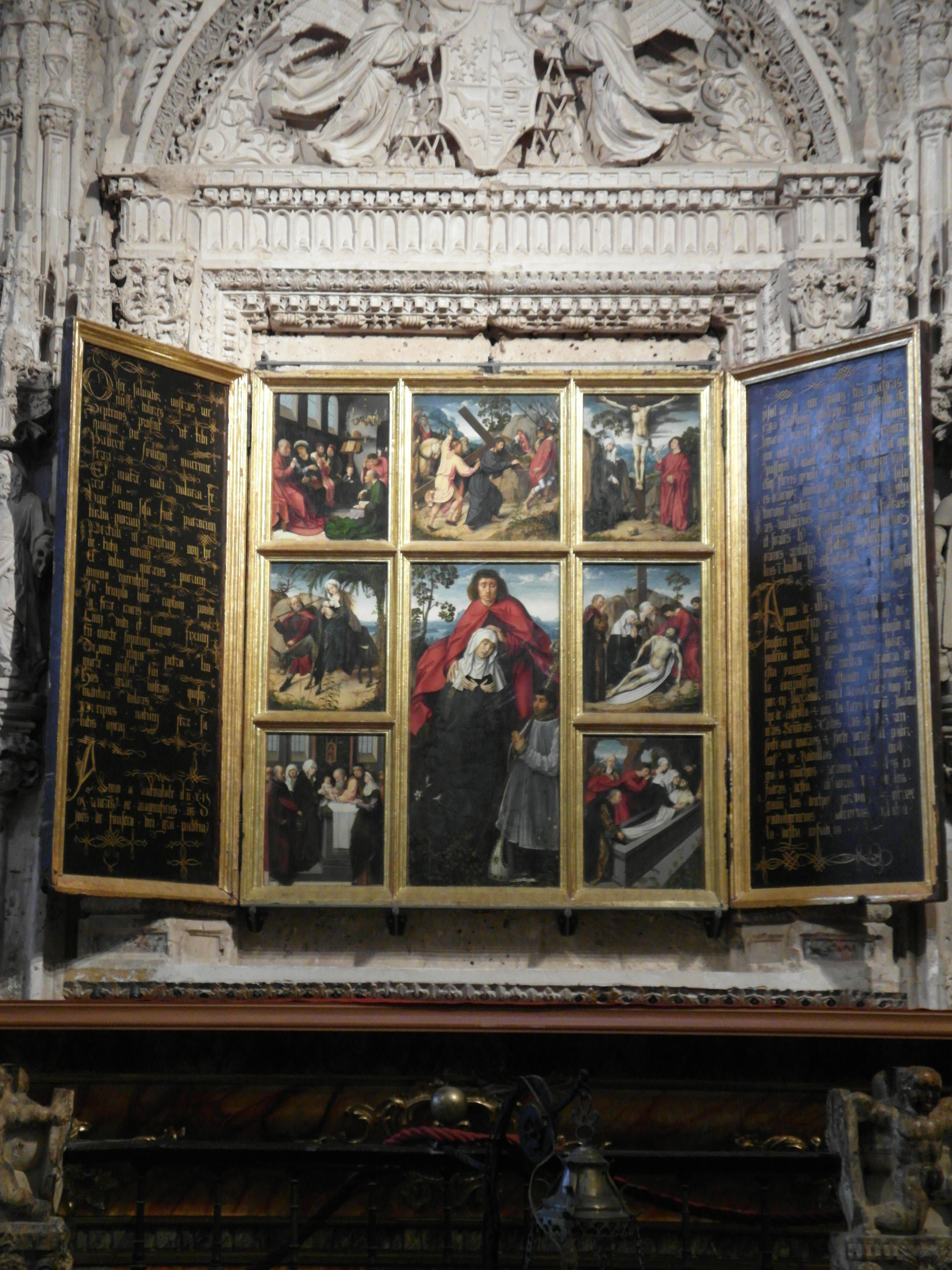
Triptyque de Fonseca ou des Sept douleurs de la Vierge (v. 1505), Jubé de la cathédrale de Palencia.
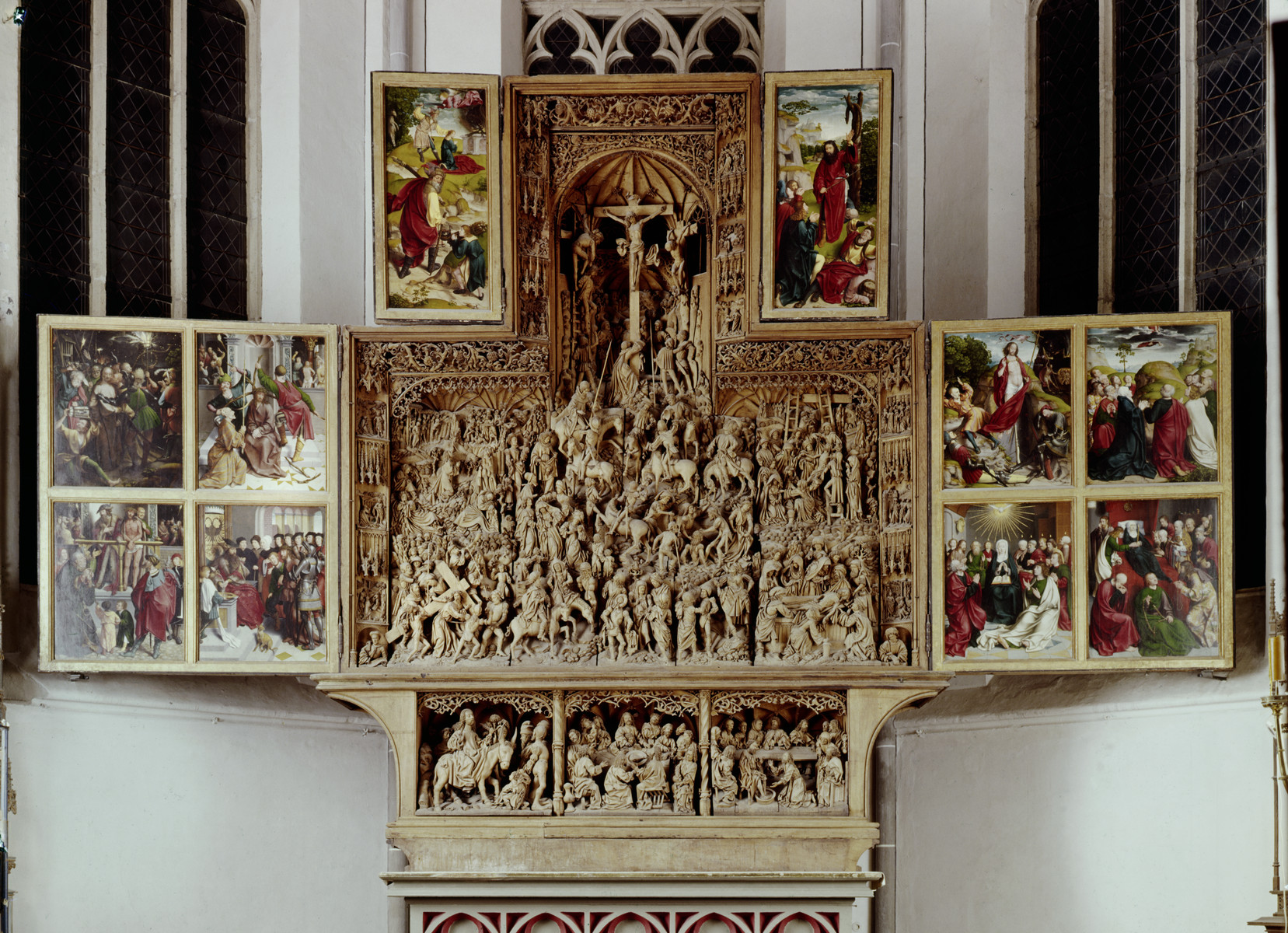
Le maître-autel de l'église Saint-Nicolas de Kalkar (1505-1507).
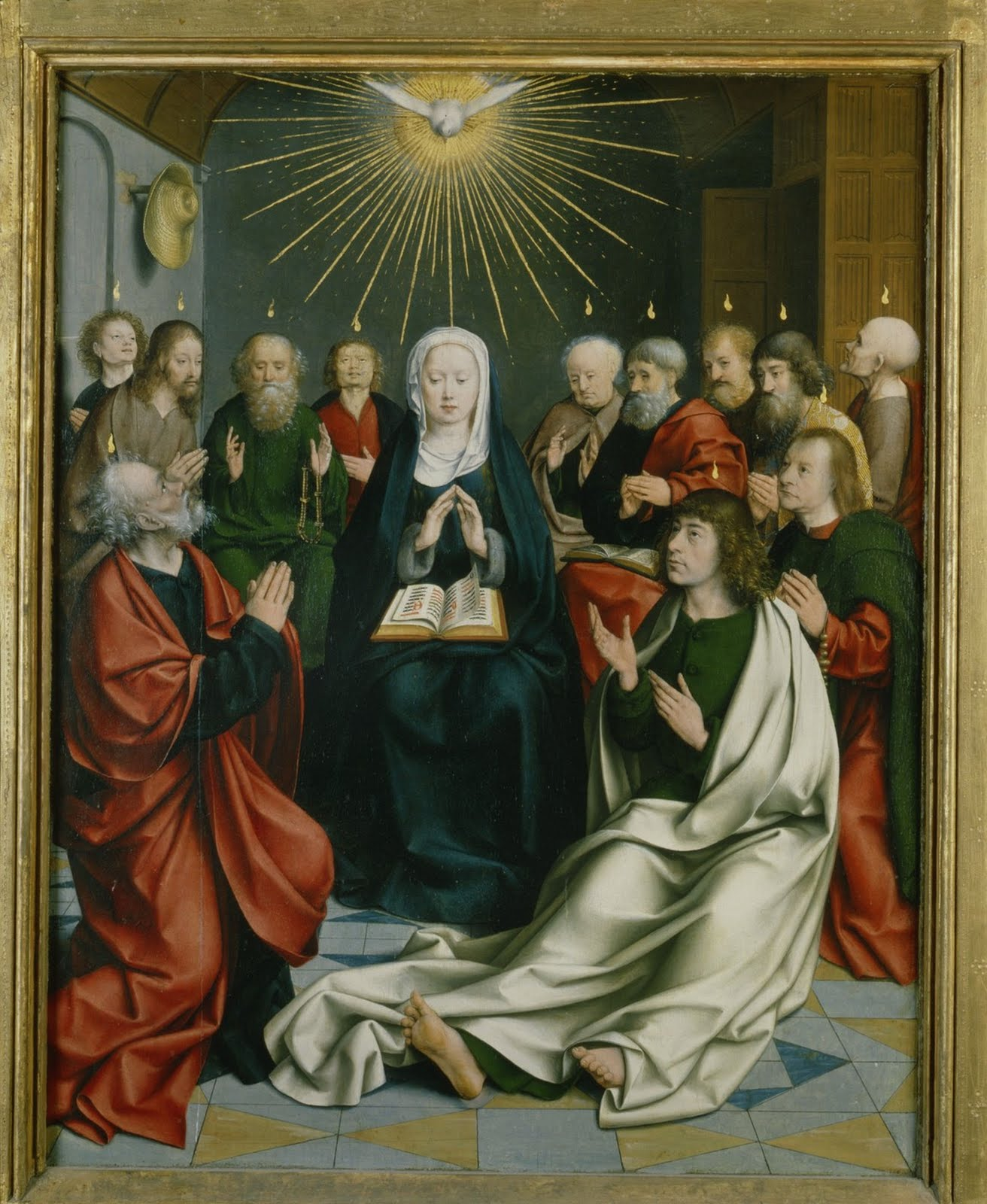
Pentecôte (entre 1505 et 1508), église Saint-Nicolas, Kalkar.
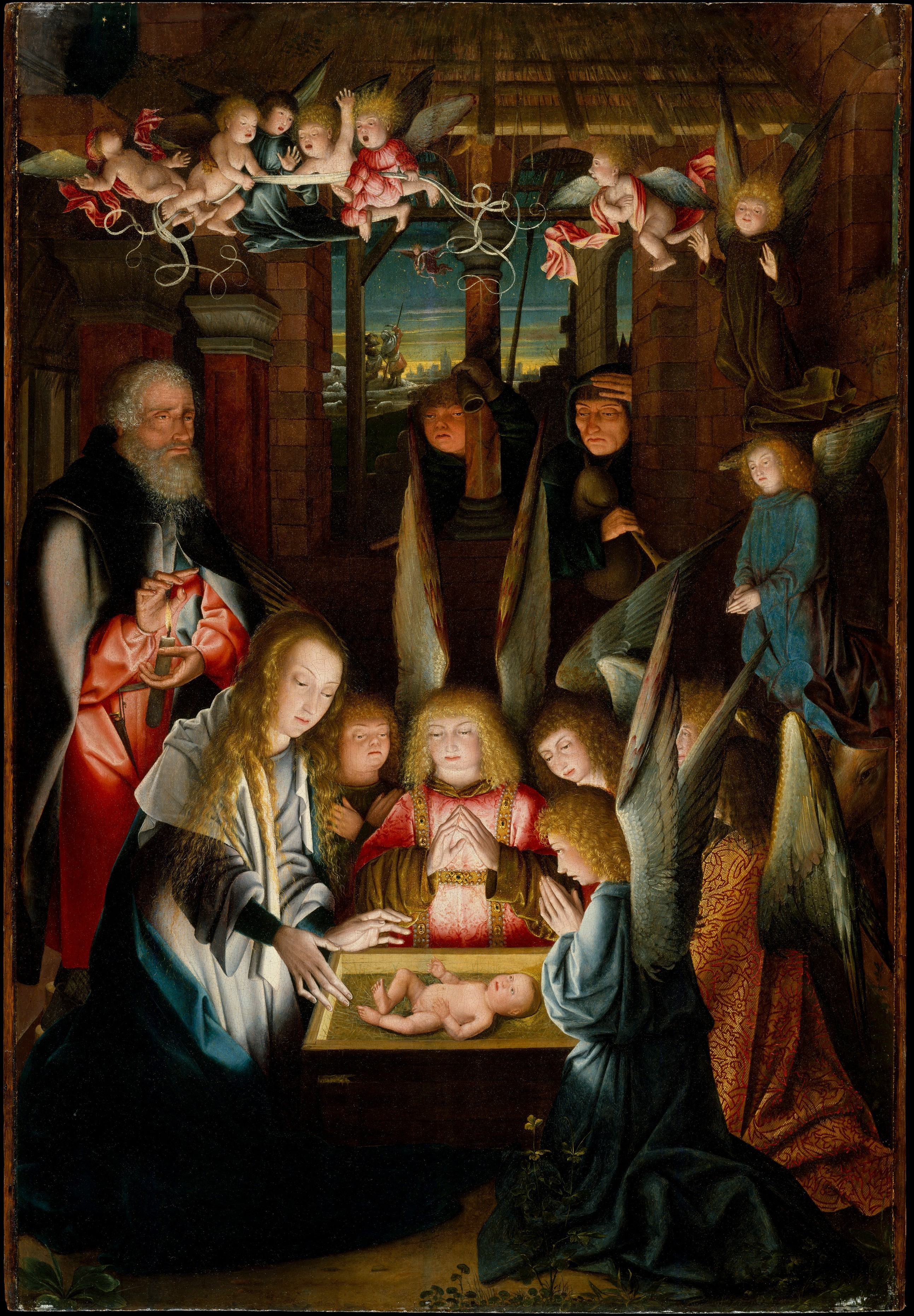
Adoration du Christ Enfant (v. 1515), Atelier, Metropolitan Museum of Art[9].